# Tallinna Kaubamaja Grupp
Tallinna Kaubamaja Grupp AS — крупнейший торговый концерн Эстонии. Основан в 1994 году. Основная деятельность большинства входящих в концерн предприятий — розничная и оптовая торговля. 
Официальный адрес концерна: Таллин, ул. Каубамая 1 / ул. Гонсиори 2.
Программа лояльности концерна — Partnerkaart — с более чем 679 000 клиентов, является самой крупной в Эстонии.
C 1996 года акции предприятия Tallinna Kaubamaja, предшественника концерна, котируются на Таллинской фондовой бирже.
Головной компанией концерна является предприятие NG Investeeringud OÜ .

## Предприятия концерна
В состав концерна входят следующие предприятия: 
| Предприятие                      | Вид деятельности | Численность работников, 31.03.2021 |
| -------------------------------- | --- | ---------------------------------- |
| Selver AS                        | Розничная торговля в неспециализированных магазинах преимущественно продуктами питания (в т.ч. 18 супермаркетов «Selver»)  | 3 504                              |
| Kaubamaja AS                     | Розничная торговля в неспециализированных магазинах (Таллинский Дом торговли и Тартуский Дом торговли)                     | 643                                |
| Viking Security AS               | Деятельность частных охранных служб (торговая марка Viking Security)                                                       | 633                                |
| Kulinaaria OÜ                    | Производство готовых пищевых продуктов и блюд (торговая марка Selveri Köök)                                                | 293                                |
| TKM King AS                      | Розничная продажа обуви и кожгалантереи (сеть обувных магазинов «ABC King» и «SHU»)                                        | 96                                 |
| Viking Motors AS                 | Продажа автомобилей и микроавтобусов Kia, Opel, Cadillac, Saab, Corvette, Hummer, Peugeot (сеть магазинов «Viking Motors») | 96                                 |
| TKM Beauty OÜ                    | Оптовая и розничная торговля косметическими товарами и предметами гигиены (сеть магазинов «I.L.U.»)                        | 54                                 |
| Tallinna Kaubamaja Kinnisvara OÜ | Сдача в аренду и управление собственной или арендованной недвижимостью (в т. ч. торговый центр «Viimsi Keskus»)            | 16                                 |
| Tartu Kaubamaja Kinnisvara AS    | Сдача в аренду и управление собственной или арендованной недвижимостью                                                     | 10                                 |
| TKM Auto OÜ                      | Консультирование по вопросам коммерческой деятельности и управления                                                        | 7                                  |
| Итого                            | | 5 352                              |

## История
История концерна начинается в 1960 году, когда был открыт Таллинский Дом торговли. В 1966 году открылся Тартуский Дом торговли. После выхода Эстонии из состава СССР было создано государственное акционерное общество RAS Tallinna Kaubamaja, которое в 1994 году сделали акционерным обществом; большинство акций было продано концерну E-Investeeringugrupi AS (ликвидирован 10.06.2004). 
Следующие ключевые даты истории концерна:
- 1995 год — в Таллине, на улице Пунане, открыт первый магазин новой торговой сети «Selver».
- 10 мая 2002 года — выпущена первая карточка Partnerkaart, которая заменила действовавшую до этого клиентскую карточку Kaubamaja kliendikaart и объединила все предприятия концерна в единую программу лояльности.
- 15 апреля 2004 года — открыты залы Таллинского Дома торговли в торговом центре «Viru Keskus»[эст.].
- 12 октября 2005 года — открылся новый Дом торговли в Тарту.
- 2006 год — концерн выкупил акционерное общество KIA Auto AS, которое занималось поставками и оптовой торговли автомобилями марки Kia в странах Балтии.
- 2007 год — создана собственная служба охраны.
- 2008 год — выкуплены предприятия Suurtüki NK OÜ и AS ABC King, занимавшиеся торговлей обувью и кожгалантереей.
- 2009 год — в Пярнуском торговом центре открыт первый магазин косметических товаров сети I.L.U.
- 2010 год — создана сеть обувных магазинов SHU.
- 2012 год — приобретено предприятие AS Viking Motors; выделены в отдельные предприятия Kaubamaja AS (розничная торговля), Topsec Turvateenused OÜ (охранные услуги, в 2015 году слился с Viking Security AS) и Kulinaaria OÜ (производство готовых пищевых продуктов).
- 2015 год — официальным названием концерна стало Tallinna Kaubamaja Grupp AS. Открыт интернет-магазин e-Selver. В посёлке Виймси открыт торгово-развлекательный центр «Viimsi Keskus».
- 2016 год — открыт интернет-магазин Kaubamaja e-pood.

В настоящее время концерном Tallinna Kaubamaja Grupp AS управляет компания OÜ NG Investeeringud, которое также является головной конторой производителя алкогольных напитков «Liviko AS», производителя мороженого «Balbiino AS», мебельного предприятия «Kitman Thulema» и занимающихся управлением недвижимостью Roseni Kinnisvara OÜ и Roseni Majad OÜ. Концерн NG Investeeringud был создан в 1994 году; его неаудитированный торговый оборот в 2020 году составил 890 миллионов евро.

##### Основные показатели материнского предприятия концерна
Торговый оборот:
| Год  | 2015      | 2016        | 2017        | 2018        | 2019        |
| ---- | --------- | ----------- | ----------- | ----------- | ----------- |
| Евро | 2 809 000 | ↗ 2 910 000 | ↗ 3 087 000 | ↗ 3 287 000 | ↗ 3 500 000 |

Средняя численность персонала:
| Период     | I квартал 2015 | I квартал 2016 | I квартал 2017 | I квартал 2018 | I квартал 2019 | I квартал 2020 | I квартал 2021 | IV квартал 2021 |
| ---------- | -------------- | -------------- | -------------- | -------------- | -------------- | -------------- | -------------- | --------------- |
| Работников | 65             | 65             | ↗ 77           | ↘ 76           | ↘ 75           | ↗ 77           | ↗ 85           | ↘ 76            |

Средняя брутто-зарплата в месяц:
| Период | I квартал 2015 | I квартал 2016 | I квартал 2017 | I квартал 2018 | I квартал 2019 | I квартал 2020 | I квартал 2021 | IV квартал 2021 |
| ------ | -------------- | -------------- | -------------- | -------------- | -------------- | -------------- | -------------- | --------------- |
| Евро   | 1770           | ↗ 2140         | ↘ 1690         | ↗ 1845         | ↗ 2070         | ↗ 2465         | ↘ 2400         | ↗ 2790          |

## Галерея

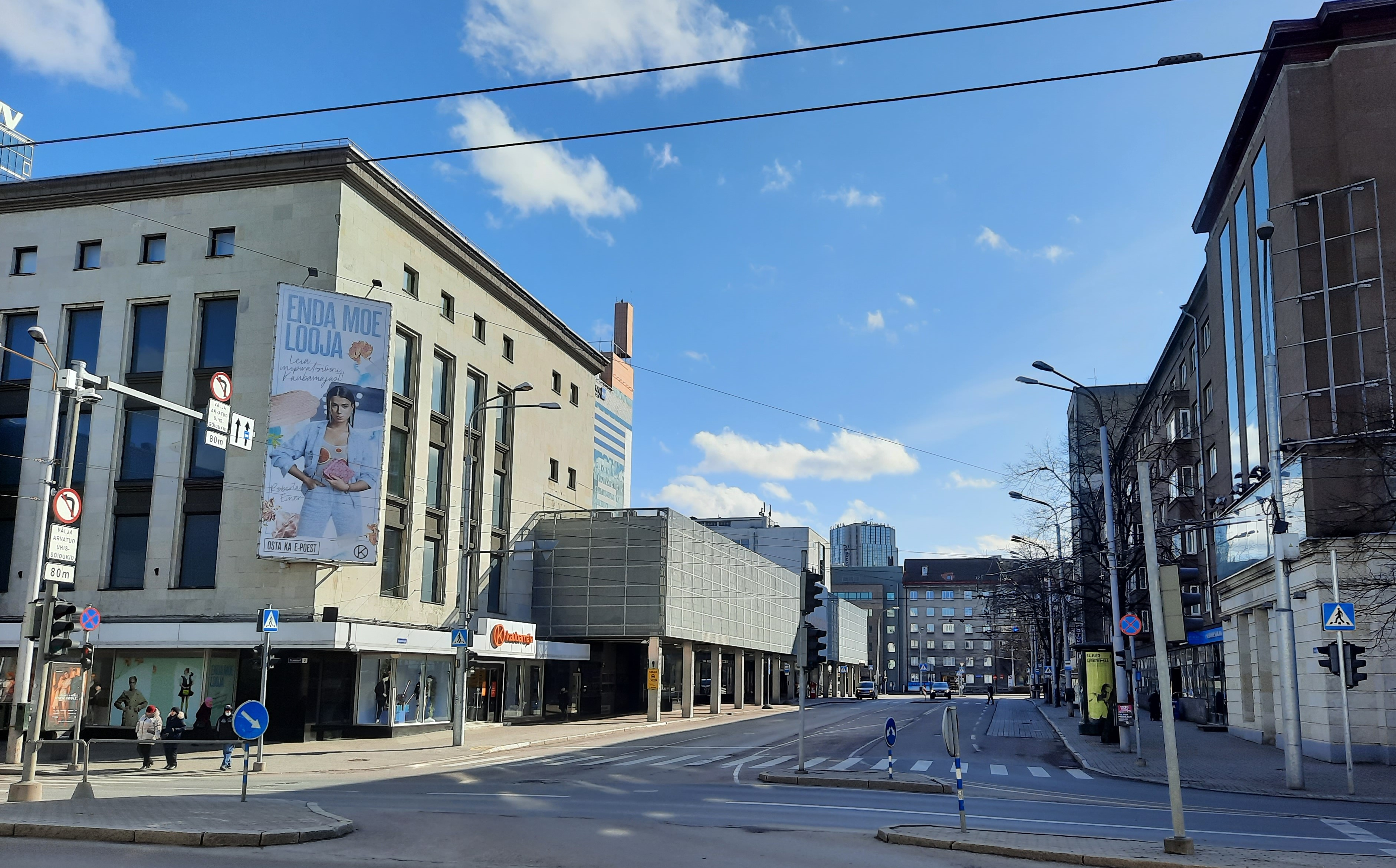
Таллинский Дом торговли (слева)
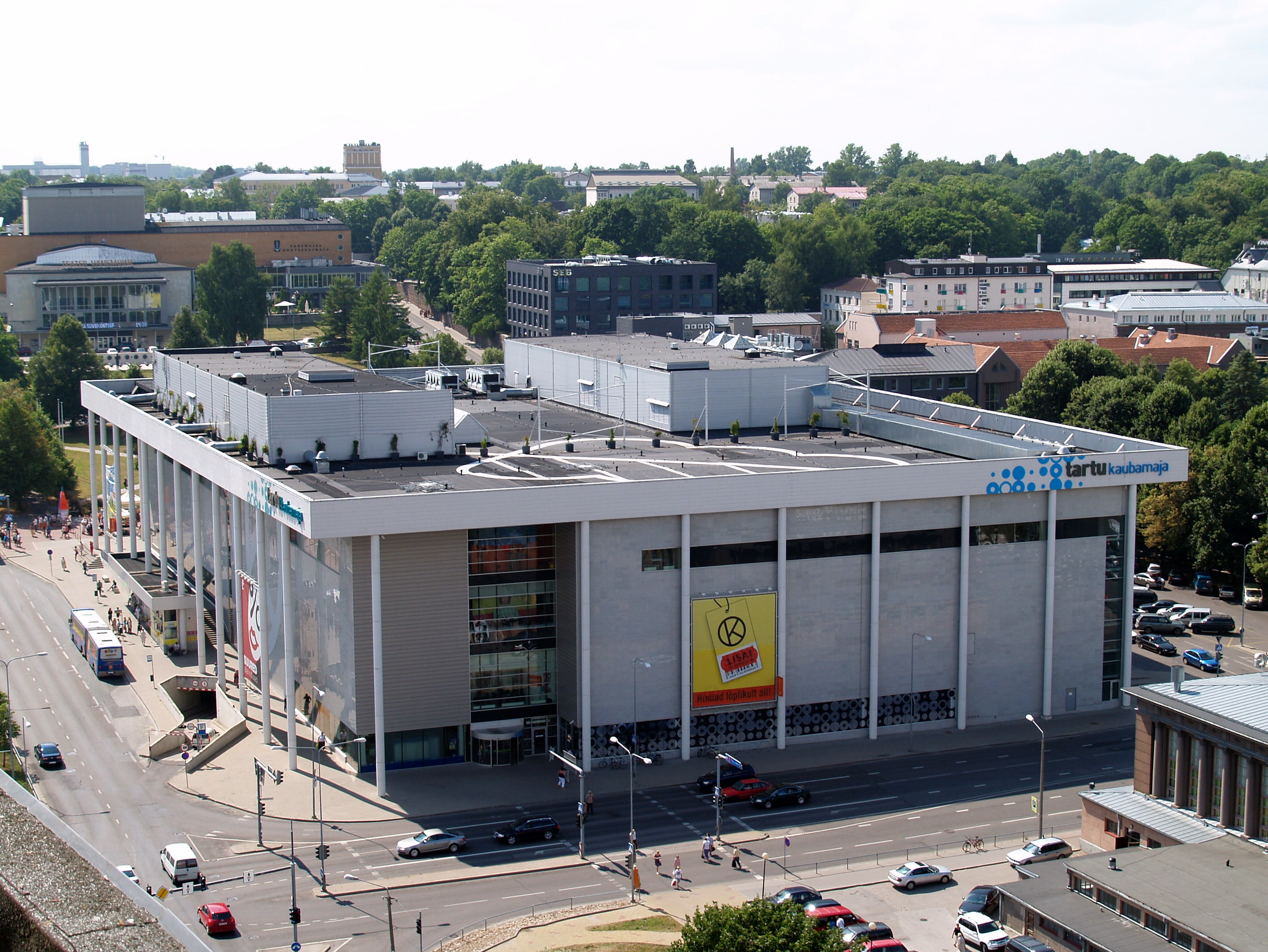
Тартуский Дом торговли
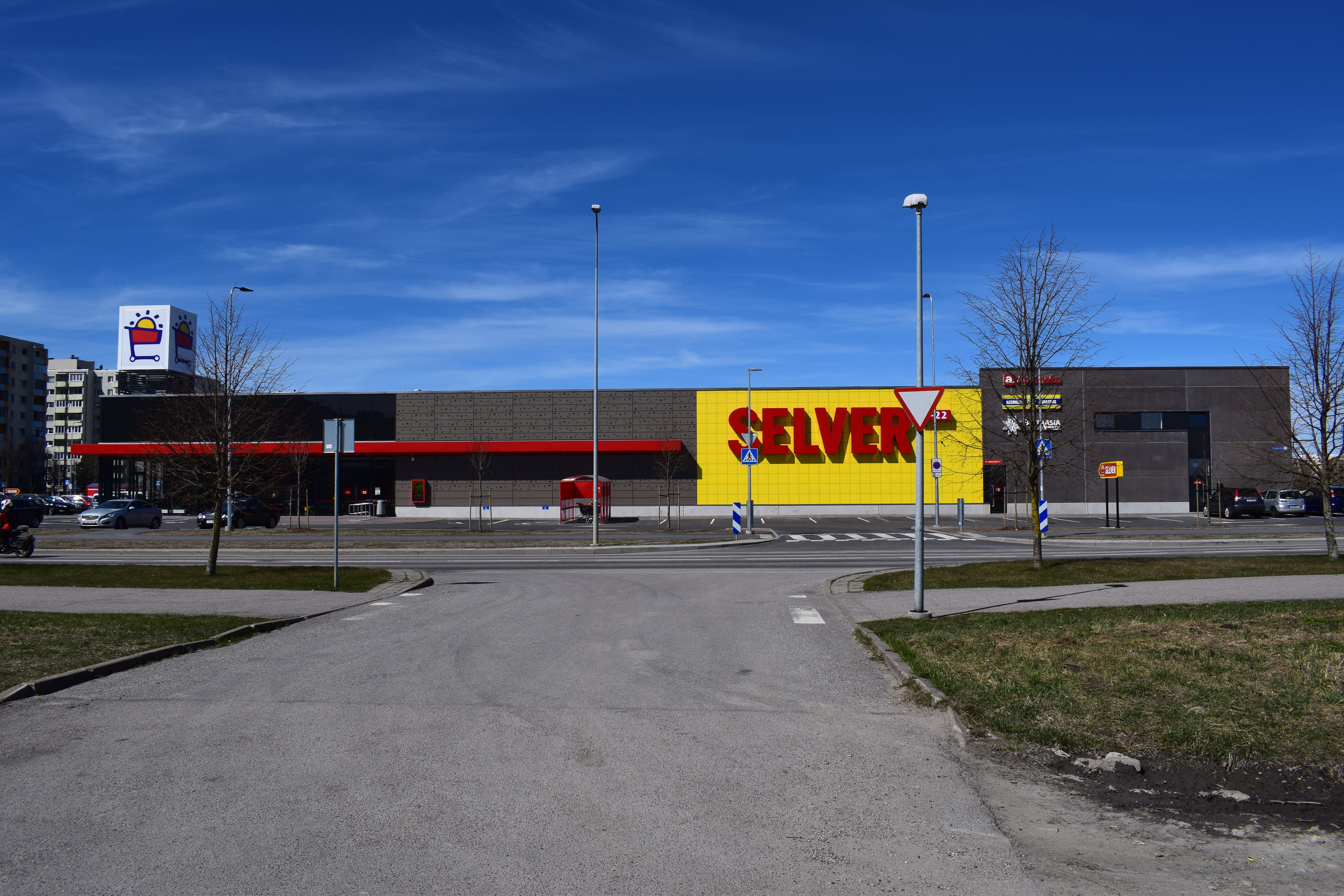
Магазин Tähesaju Selver
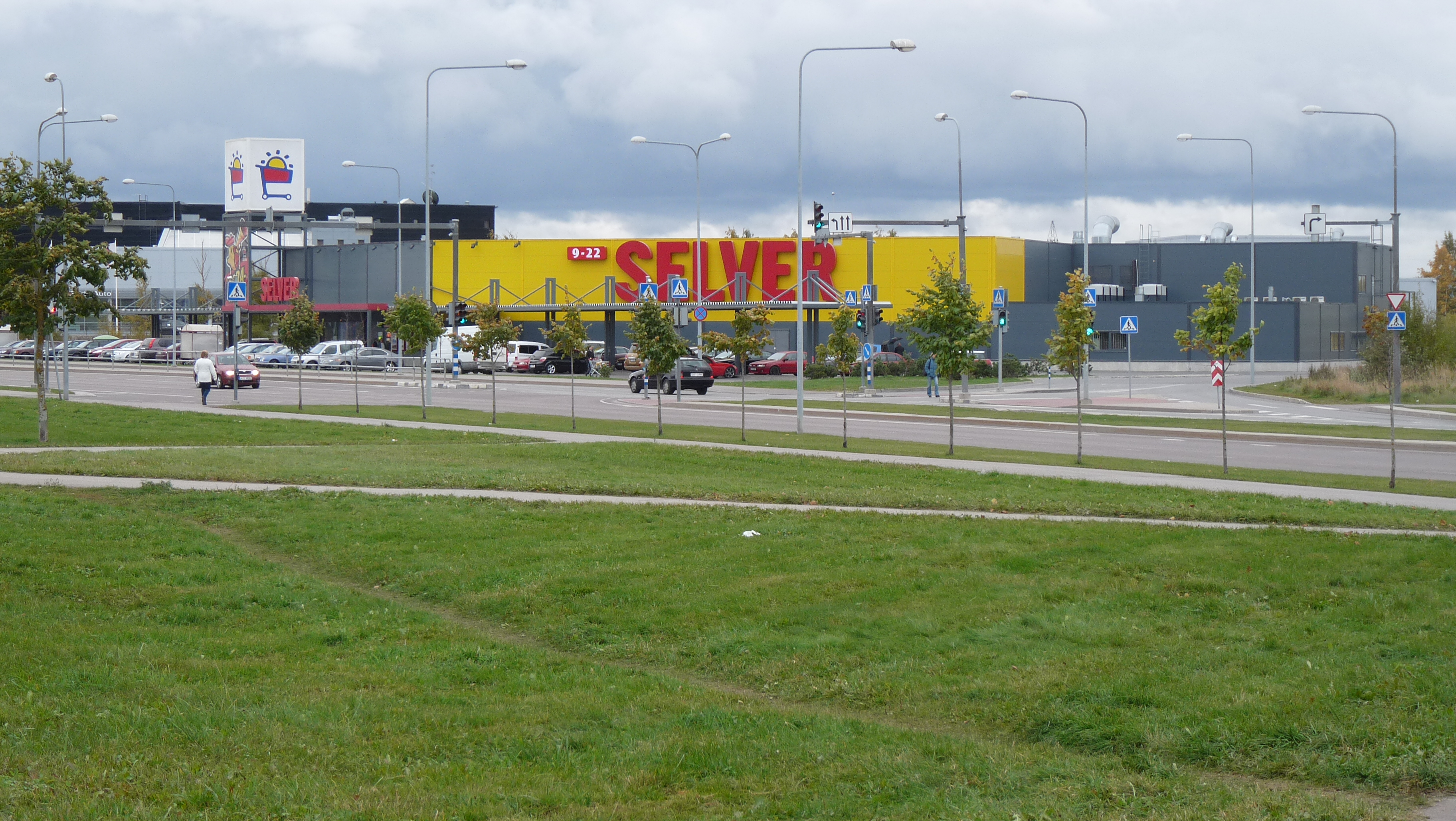
Магазин Mustakivi Selver